# Vympel R-33
Vympel R-33 (Ruso: Вымпел Р-33, designación OTAN: AA-9 Amos) es un misil aire-aire de largo alcance desarrollado por la Unión Soviética. Es el armamento principal del interceptor MiG-31, diseñado para atacar blancos grandes que viajan a gran velocidad como el SR-71 o el B-1 Lancer.
Es similar al ya retirado AIM-54 Phoenix de la US Navy, es un misil grande y pesado, de largo alcance y gran capacidad destructiva, como sistema de guiado usa una combinación de radar semiactivo e inercial. 
El radar Zaslon de largo alcance que tiene el caza escolta MiG-31 permite el guiado simultáneo de 4 misiles Vympel R-33 hacia diferentes blancos enemigos al mismo tiempo, son transportados en pilones de carga reforzados bajo el fuselaje central de la nave.
El misil R-33 AAM sigue en servicio en la fuerza aérea de Rusia. Vympel R-33 No ha entrado nunca en combate, forman parte del armamento del caza escolta de largo alcance MiG-31 que vuelan junto a los bombarderos supersónicos Tu-160.

## Desarrollo
La historia del misil R-33 está estrechamente ligada a la historia de su lanzador, el MiG-31. El desarrollo del MiG-25 modernizado, E-155MP, fue autorizado por una decisión gubernamental del 24 de mayo de 1968. Hubo una competencia por futuros misiles para el E-155MP. Izdeliye 410 por "Vympel" de A.L.Lyapin ganó, mientras que el K-50 por PKPK de M.R.Bisnovat perdió. Al misil se le asignó el nombre de desarrollo K-33, continuando la serie de misiles K-13 y K-23. El desarrollo fue encabezado por el vicepresidente de diseño V.V.Zhuravlev y el diseñador líder Y.K.Zakharov. 
La combinación de misiles / interceptor R-33 / MiG-31 es similar a la anterior combinación Bisnovat R-40 / MiG-25, aunque es mucho más versátil y moderna en que el MiG-25 estaba muy especializado para la intercepción de grandes Los blancos supersónicos, como el bombardero Valkyrie XB-70 norteamericano cancelado, carecen de maniobrabilidad y no son adecuados para maniobras de combate aéreo. El MiG-31 es un avión mucho más versátil y capaz y aún puede emplear el R-40 más antiguo. 
Dos prototipos se construyeron en 1968, con aletas de maniobra montadas en la nariz y destinadas al transporte en torres de apoyo, similares al Bisnovat R-40 a bordo del MiG-25. 
El borrador del proyecto se completó en 1970 y avanzó a las pruebas con aviones de prueba. Uno de ellos fue un MiG-25 convertido (producción P-10) de producción temprana, y se usó en 1972 para lanzamientos de prueba autónomos desde el pilón APU-40 mejorado. Un MiG-21 (serie 76211524) se convirtió en el banco de pruebas LL-21 para probar los buscadores de misiles, mientras que un avión de pasajeros Tu-104 (serie 42324) se convirtió en LL-104-518 (también conocido como LL-2) por NTK "Vzlet" para probar el radar MFBU-410 / "Zaslon" junto con cabezales de misiles montados en maquetas GVM-410. El espacio a bordo del banco de pruebas basado en aviones de pasajeros permitió el transporte de un amplio equipo de diagnóstico y soporte. 
El K-33 se evaluó con el buscador de SARH RGS-33 y el buscador de IR TGS-33. Otros candidatos incluyeron búsqueda de radar activa y buscadores de búsqueda de IR / radar dual. La decisión final se tomó a favor de un radar semiactivo con una etapa inicial inercial. El dispositivo homing, designado MFBU-410 fue desarrollado por B.I.Ermakov bajo la supervisión de Akopyan.
El diseño del misil se modificó significativamente más tarde en 1972. El buscador y la ojiva se agrandaron, el alcance de las aletas de control se redujo de 1100 mm a 900 mm. Además, el sistema de montaje fue revisado para incluir nuevos pilones de zapatillas debajo del fuselaje, similares al montaje Phoenix en el F-14 americano, y el misil fue reorientado, por lo que se montó con las aletas cruciformes en lugar de diagonales; Las aletas en el lado de montaje (dorsal) se hicieron para plegarse hacia un lado, para quedar al ras contra la panza del avión que transportaba. En consecuencia, el método de lanzamiento de misiles también necesitaba ser cambiado. En lugar de lanzarse directamente desde el pilón de montaje, el misil rediseñado utilizó lanzamiento de lanzamiento, con el lanzamiento del misil desde el pilón en el lanzamiento y su motor de cohete encendiéndose en un tiempo de retraso. En 1972 se construyeron un misil simulado, 5 programados y 8 misiles de prueba para el nuevo diseño. 
Antes del final de 1972, se construyó una nueva serie de un maniquí (para pruebas de sistemas de lanzamiento), 5 'programados' (guía y propulsión solamente, sin ojiva) y 8 misiles de prueba completamente funcionales. De esos 14, tres fueron lanzado desde el banco de pruebas MiG-25P-10 en 1973. Se evaluaron diferentes tipos de ojivas (alta fragmentación explosiva y ojivas de varilla continua), y se realizaron pruebas de los sistemas de radar y buscador en el LL-2. 1974 vio 11 más lanzamientos de prueba del MiG-25P-10, y la producción de otros 40 misiles de prueba. Se construyeron los primeros lanzadores AKU-33 y ojivas B-410. Las pruebas de "Zaslon" continuaron en Akhtubinsk utilizando el LL-2.
El primer vuelo del futuro MiG-31 (aeronave No.831) tuvo lugar el 16 de septiembre de 1975, con 12 vuelos más para finales de año. El banco de pruebas MiG-25P-10 lanzó 20 misiles de prueba más antes de enviarse para que sus lanzadores se actualizaran, y los primeros lanzamientos de misiles telemétricos desde el LL-2 se llevaron a cabo ese año.
El desarrollo continuó en 1976, incluidos los lanzamientos en los objetivos de paracaídas PRM-2 en abril. Las pruebas de fábrica se completaron en 1977 con 32 lanzamientos del prototipo MiG-31, el primer lanzamiento fue contra un avión no tripulado MiG-17 el 26 de marzo de 1977). Los sistemas de guía se mejoraron durante 1978, y la combinación de radar / misil realizó un lanzamiento simultáneo en 4 objetivos en agosto.
Los juicios estatales comenzaron en marzo de 1979 utilizando MiG-31 No.83210. Fueron completados con éxito en 1980. Una decisión del gobierno el 6 de mayo de 1981 recomendó que el R-33 entrara en servicio.

## Versión avanzada R-37
Véase también: Vympel R-37
El R-33 en la actualidad es reemplazado por el nuevo misil R-37 que será el armamento estándar para el MiG-31BM, Su-35 y Su-57 en los próximos años.

## Variantes
- R-33

Tipo estándar.
- R-33E

Versión de exportación.
- R-33S

Versión mejorada.
- R-37

versión desarrollada.